# Polycarpaea hassalensis
Polycarpaea hassalensis es una especie de fanerógama perteneciente a la familia de las cariofiláceas. Es endémica de Socotora en Yemen. Su hábitat natural son los matorrales secos y áreas rocosas subtropicales o tropical. 

## Descripción
Se diferencia de otras especies del género Polycarpaea en  Abd al Kuri por sus estrechas hojas espatuladas, de color verde gris, por ejemplo (Polycarpaea caespitosa y Polycarpaea kuriensis). 

## Distribución y hábitat
Es endémica de la isla de Socotora en Yemen donde se encuentra en Abd al Kuri en las laderas rocosas del matorral enano del desierto, a una altitud desde el nivel del mar a 150 m. 

## Taxonomía
Polycarpaea hassalensis fue descrita por David Franklin Chamberlain y publicado en Edinburgh J. Bot. 51(1): 53. 1994